# 郊外

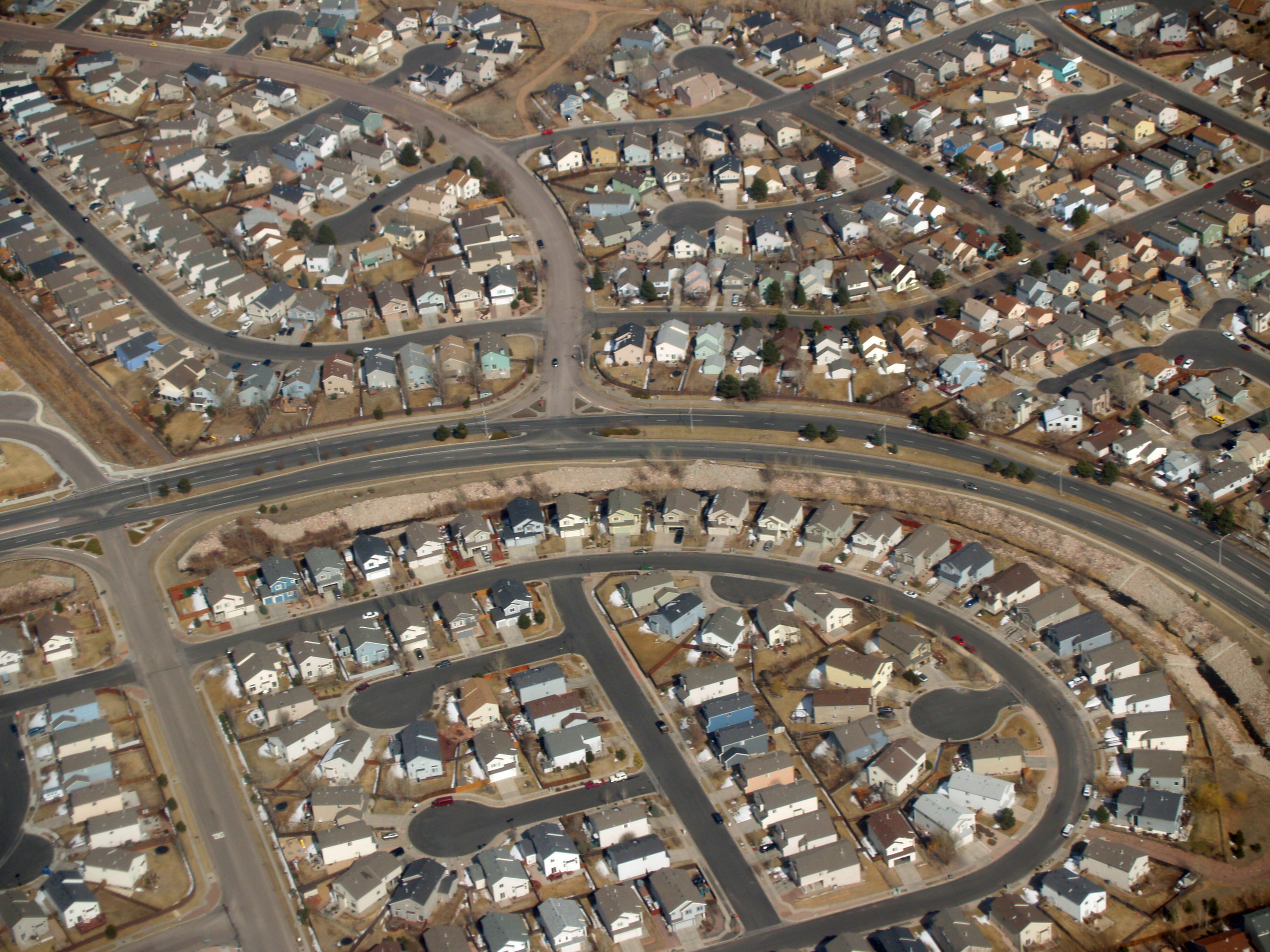
コロラド州コロラドスプリングス市の郊外の空撮
トラクト・ハウジング型住居とクルドサック型街路で形成された米国の典型的な郊外住宅地の例。

郊外（こうがい、英: suburb、サバーブ）は、都市の外側にある地区、特に住宅地区。

## 概説
定義
『世界大百科事典』 第2版【郊外】の定義文では、郊外は「現代では都市の近くの住宅地を意味する」としている。
イギリスのOxford系の辞書Lexicoでは「都市の外側にある地区、その中でも特に住宅地区」という定義文を載せている。
アメリカ系の辞書Merriam Websterでは3つに分けて、より細やかに説明している。郊外（suburb）には次の3つの意味があるという。
- 都市の外側に広がる部分[2]。
- 都市に隣接する、または都市の通勤距離内にある、都市より小さなコミュニティ[2]。
- （「サバーブズ suburbs」と複数形だと）都市の外側の中でも特に住宅エリア[2]。

日本の三木は「都市圏の内部で、かつ中心都市には含まれない地域」とした。
歴史をさかのぼり、郊外の起源にもかかわるものから挙げれば、城塞都市の城壁のすぐ外の領域に建てられた住居群も一種の郊外に相当する（#ヨーロッパでの郊外発展の歴史）。世界各地の歴史をさかのぼれば、そもそも都市というものは周囲を壁で囲い、異国の軍、異民族の軍などが侵入することを防ぐことは多かったわけだが、都市が繁栄し都市の壁の中に住む人々が増え壁の内側の土地を住居で使い尽くしてしまい、しかたなく壁の外にも住居を作るようになり、壁のすぐ外に発展していった住居群が、住居が建ち並ぶ地域となり、郊外となっていったわけであり、これはそのまま連続的に現代の郊外にまでつながっている。現代では新しくつくられる都市の周囲が壁で囲われることは珍しくなったわけだが、一般に、都市と都市を結ぶように道路や鉄道がつくられるわけであり、ひとつの都市に着目するとたいていはその都市から放射状に道路や鉄道がつくられる状態になるわけであり、その道路や鉄道沿いに多数の住宅が建設され住宅密集地域が生じ、まだらな状態の郊外となってゆく。そして各住宅密集地域の面積がそれぞれ広がるうちに、複数の地域が隣接しあうようになり、やがて融合してひとつになり、そのようにして巨大な面状の郊外となってゆく。
都市周辺部の、ある程度の人口の自治体が「郊外」と定義される条件は、商業や行政など基本的なサービスの存在と、地域的な連続性である（郊外の定義については都市学者の間でもいくつか議論がある）。人口密度は普通、中心業務地区（都心部）周辺の住宅密集地（インナーシティ）よりも低い。ただし、公営住宅や団地の建設により、かえって人口が密集することもある。

### 語源

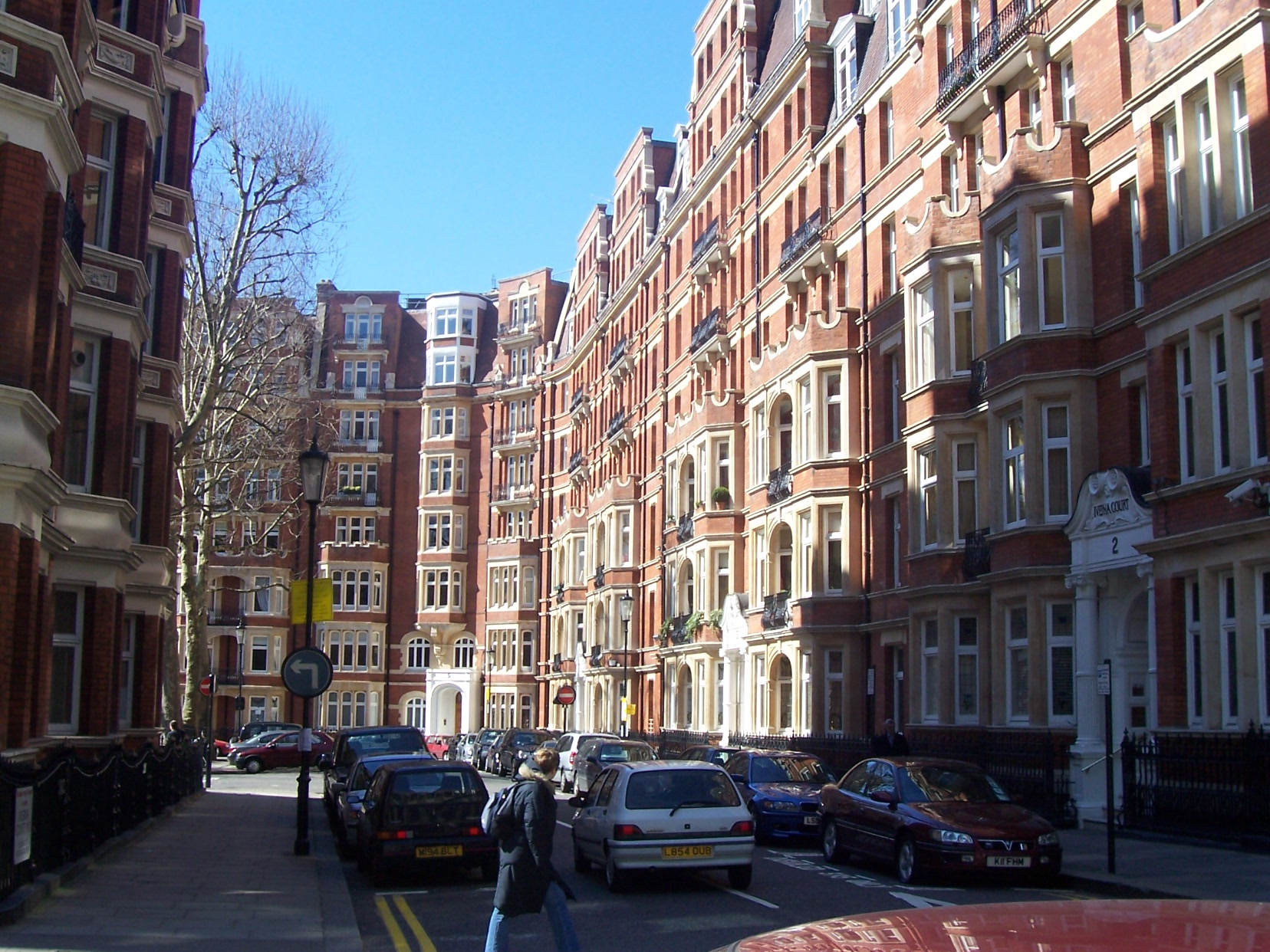
ロンドン・ケンジントンの富裕層が住む地域

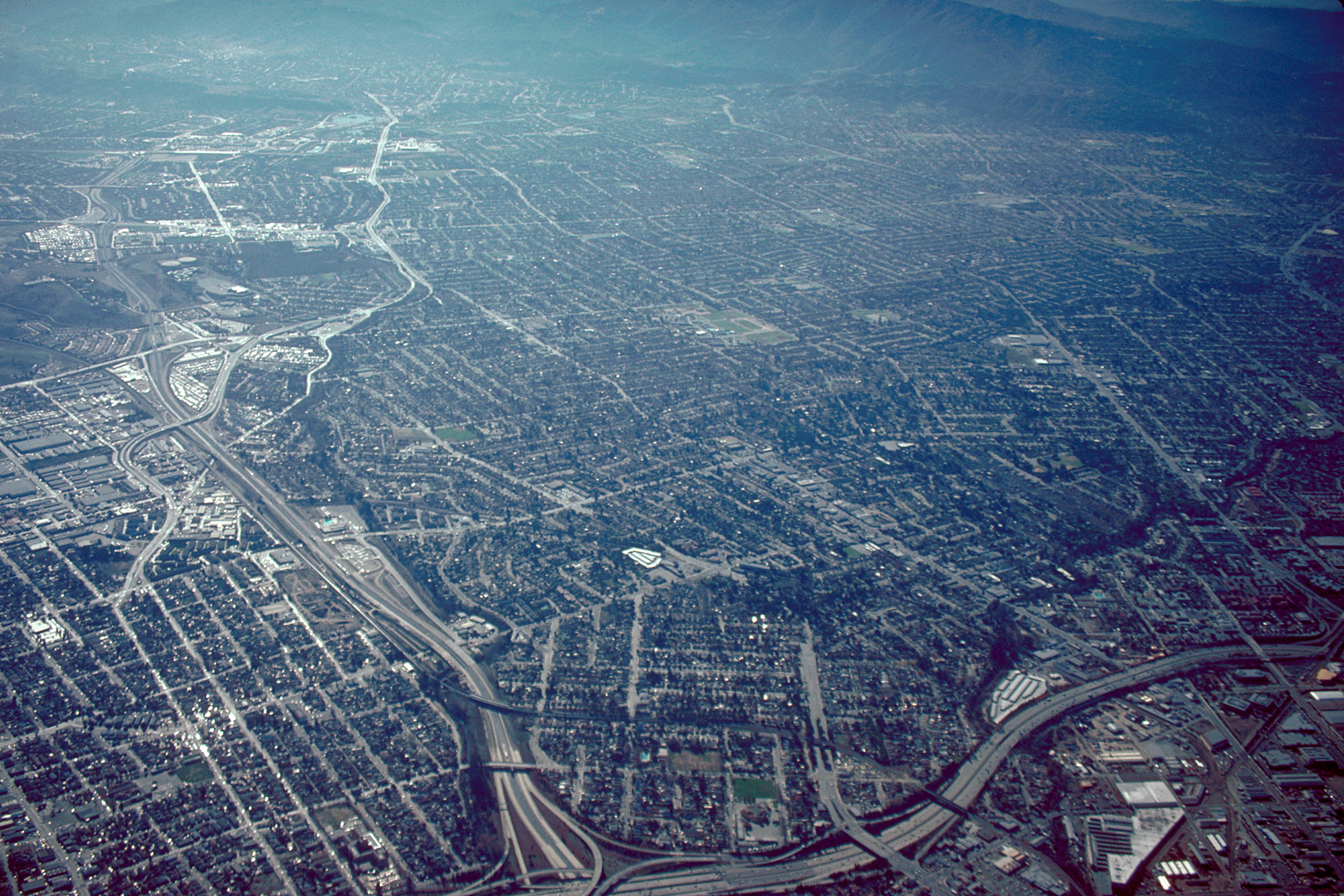
カリフォルニア州サンノゼのスプロール現象

「郊」は、古代中国では都城の外、また町外れを指していた。「郊」字の部首のおおざとは邑（むら、集合体）を指し、邑（村落、都市）に属する、村外れや城外の広い土地の意であった。
英語の suburb は、オックスフォード英語辞典によれば、最古の用例が1380年の「subarbis」であり、古いフランス語の sub(b)urbe から、更に起源を辿ればラテン語の suburbium （sub＝下、urbs＝都城）から来ていた。
アメリカ英語で suburb は、中心都市から離れた自治体や、中心都市に組み込まれていない地域を指している。この定義が明確に現れている例として、デイビッド・ラスクが大都市圏政府（metropolitan government、従来の市や郡を合併し、大都市圏全域を管轄する地方政府を置く）を提唱した『郊外のない都市（Cities Without Suburbs, 1993)』があげられる。アメリカでは時折「バーブ」（'burb、burb）と略して呼ばれることもある。
イギリスで suburb は単に都心の近隣にある人口の多い場所という程度の意味であり、例えばブリストル市内の人口密集地のクリフトン区は、都心ではないために同じ市内でもsuburbと呼ばれる。オーストラリアでは大量の土地、都市の防御の不必要、鉄道の発達などから、19世紀には早くもスプロール現象が始まっていた。こうした米国と英豪間のsuburbの定義の違いは、時折混乱を起こす。オーストラリアの「インナー・サバーブ（inner suburb）」は、シドニーなどの大都市内の人口密集地で、北米ではneighborhood（近隣）と呼ばれるものである。「アウター・サバーブ（outer suburb）」は、大都市の市境の外にある大都市圏の外縁部で、アメリカで言う所のsuburbに当たる。
オーストラリアやニュージーランドの都市部の行政区画については「サバーブ」を参照。

### 行政と郊外
郊外とは、都市の外側の地域のことである。
アメリカでの調査の場合、自治体を郊外と認定する条件としては都市化の度合い（第一次産業人口の低さ）、中心都市への結合度（通勤人数の比率）などがある。第二次世界大戦後にこうした都市圏調査が始まって以降、何度も通勤実態に合わせた定義や基準の手直しが行われている。
日本でも類似の条件として大都市圏への10%及び20%通勤通学圏というものがある。
日本では都市的地域や郊外の定義は明確ではなく、大都市の市内や市外を問わず、単に都心から離れた緑の比較的多い一戸建ての多い場所というようなものである。日本国政府の認識している大都市圏は、国勢調査の統計の際などに発表される大まかなものでしかなく、アメリカのように大統領府の行政管理予算局（OMB）が人口調査に基づき定義する「大都市統計地域」（metropolitan area）という明確なものも、様々な大都市圏の定義基準もないため、個々の省庁や研究者や研究機関が独自に調査しており、特に政策には反映されない状態である。

### 郊外住宅地
郊外住宅地は、都市の外側にある住宅地である。
都市から周辺地域に向かって鉄道が次々と引かれると、鉄道沿いに郊外住宅地が出現し、そこに居住し都市部に鉄道で通勤する人々が出現した。また、様々な理論や理想を基に、機能性、安全性、利便性を考慮し、近代的な都市計画に基づいて計画的に作られた地区も多い。
郊外住宅地の例として次のようなエリアを挙げることができる。
- （ロンドンの郊外にある）ベッドフォード・パーク（en:Bedford Park, London）やブレンサム
- （バークシャーやコヴェントリーの外にある）ホイットレー
- 海雲台区
- コンコード (カリフォルニア州)
- ベネズエラのミランダ州チャカオ市アルタミラ, エルアティジョ市
- リチャードソン (テキサス州)
- （ストックホルムの郊外には）ヴィルヘルムスヘーエ, シャルホルメン
- ペンシルベニア州レビットタウン
- 他にエル・ペドレガル・デ・サン・アンヘル、ラス・アルボレダス、ナウカルパンのシウダード・サテリテ, エルクグローブ (カリフォルニア州), ヤンゴンの南ダゴン, スティーブストン, ケープタウンケープ平原, ブルーム (西オーストラリア州) , チャンドラー (アリゾナ州)など。

### 世界各地で大発展し、都市より人口が多くなる郊外

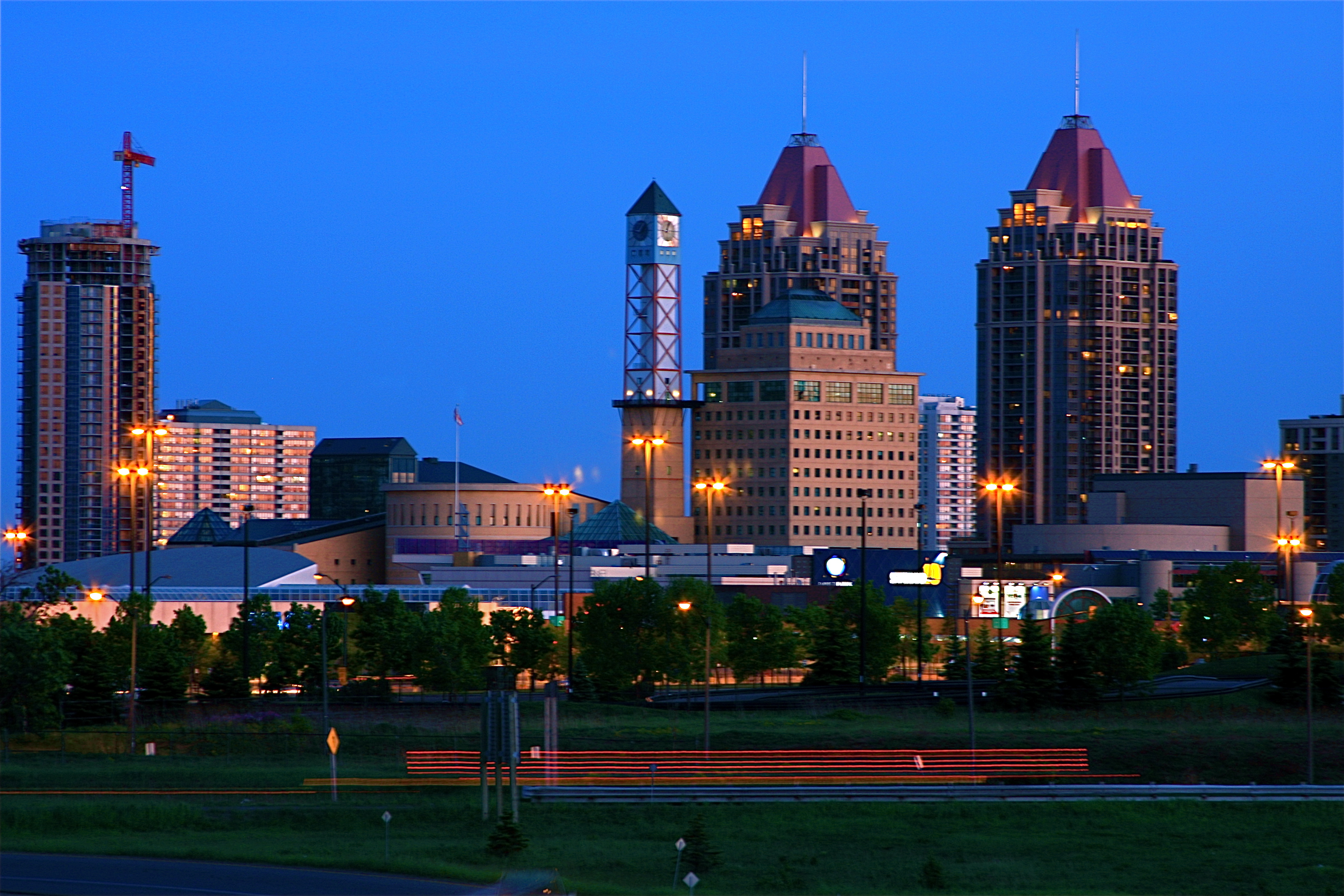
カナダ・トロント郊外のミシサガ

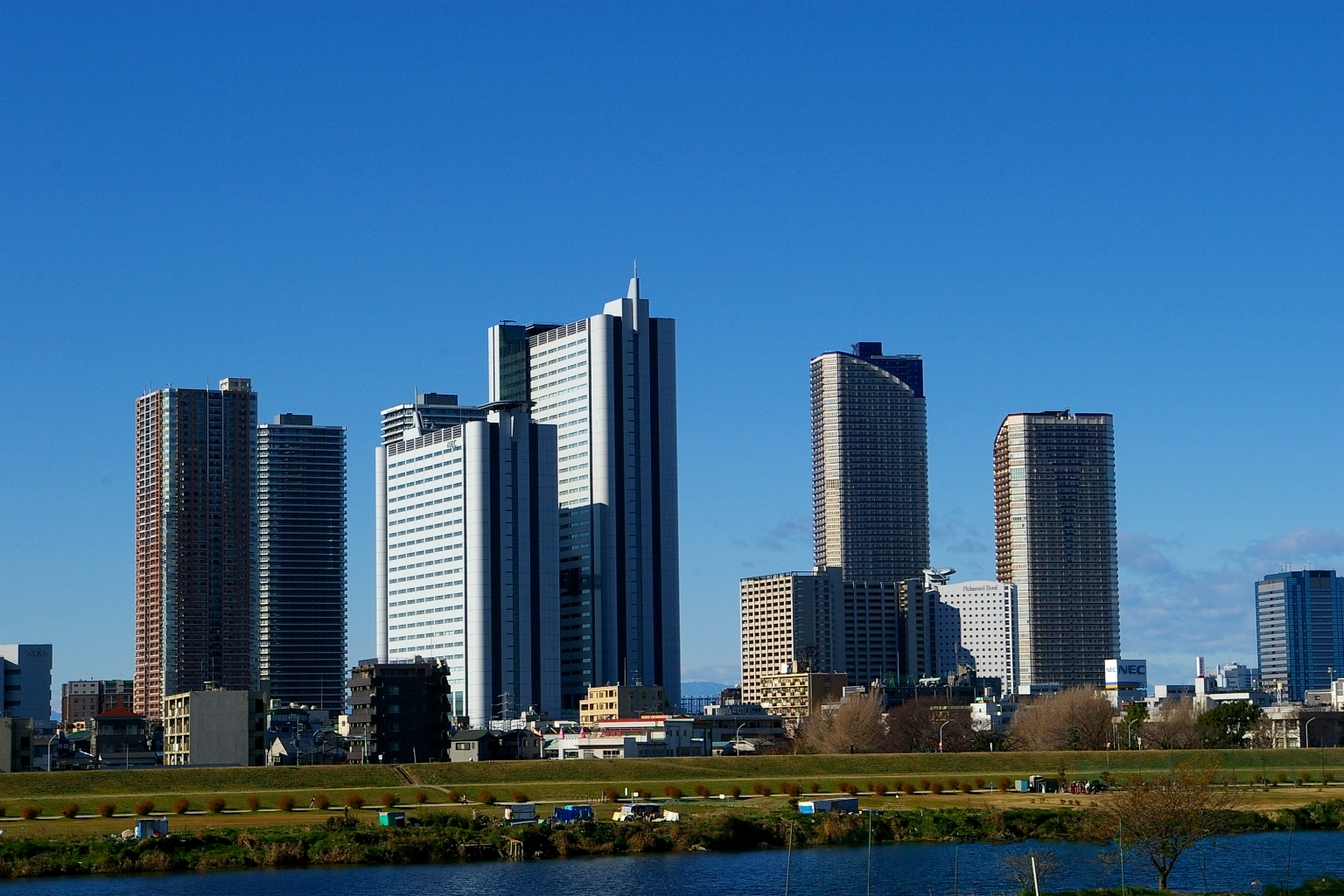
川崎市武蔵小杉の超高層ビル群

世界的に見て、人口の大多数は郊外に住む状況になっている。「田舎」「郊外」「都市」の三者の中で、郊外は最も住みやすい場所だと判断され、住民が増えて行く傾向が強い。
伝統的に北アメリカでは、郊外とは、商店街区や学校の近くに一戸建ての家族の家が建ち、鉄道駅や自動車道やその他交通機関に容易にアクセスできる住宅地だった。しかし今多くの大都市圏において、人口の急増などにより、郊外は人口が密集しアパートや集合住宅、オフィスビルの複合施設や軽工業の工場、ショッピングセンターや大規模ショッピングモールまでが立ち並ぶ状態である。
郊外に人口が密集する現在、郊外自治体が10万人を超える人口を抱えることもある。事実、アメリカ合衆国やカナダの郊外自治体は、ほかの大都市圏の中心都市より大きい場合がある。たとえば、アリゾナ州フェニックスの郊外自治体、メサ市（Mesa、2020年国勢調査による人口504,258人）は、アトランタ、マイアミ、クリーブランド、ミネアポリス、ニューオーリンズ、セントルイス、ピッツバーグ、シンシナティよりも人口が多く、1990年から2000年にかけての間、中心都市のフェニックス自体よりも人口が急成長している。その他、カナダのトロントの郊外自治体であるミシサガ（Mississauga）は北米最大の郊外自治体で、人口は721,599人（2016年国勢調査）に達し、カナダ全国でも第6位で、デトロイト、ボルチモア、ボストン、ワシントンD.C.、ナッシュビル、デンバー、ミルウォーキー、ポートランド、ラスベガス、ウィニペグ、バンクーバーなどよりも人口が大きい。
これには20世紀初頭以後、アメリカ合衆国の中心都市の市境に変化がほとんどないことも挙げられる。（クリーブランド市などは典型である。）20世紀初頭の米国の郊外自治体は、中心都市に合併されるより次第に資産価値の維持のため自治を重視するようになり、特に第二次世界大戦後は、郊外都市は独立を維持し、アフリカ系住民や移民の増えた中心都市から距離を置き、中心都市から流出した比較的裕福な住民層（主に白人やアジア系）を吸収している。このため、アメリカの各都市圏では、小さな中心都市が大きな郊外自治体（市や郡など）に取り囲まれている状態になっている。
北米の人口の多い郊外自治体5つを上げると、上から順に、ミシソガ、ブランプトン（Brampton、カナダ・オンタリオ州）、サレー（Surrey、カナダ・ブリティッシュコロンビア州）、メサ、ロングビーチ（Long Beach、アメリカ合衆国カリフォルニア州）となる。
アメリカ合衆国行政管理予算局による「大都市圏」の認定において、その圏内の最大自治体が郊外自治体ということもある。たとえばバージニア州南東部の人口180万弱の「ハンプトン・ローズ大都市圏」の最大自治体は人口459,470人（2020年国勢調査）のバージニアビーチである（バージニア州内でも最大都市である）。統計局によればこの大都市圏は正式には「バージニアビーチ・ノーフォーク・ニューポートニューズ」と呼ばれ、慣例によって人口最大の自治体を大都市圏名の先頭に持ってきているが、この名称ではこの大都市圏の性格が誤解される恐れがある。実は、この大都市圏は、大規模コンテナ港湾と、第2艦隊が母港とするアメリカ海軍最大の基地で名高いノーフォーク市（人口238,005人）が中心都市である。また、大都市圏の名には含まれていないチェサピーク（人口249,422人）も、既にノーフォークを抜いている。
日本でも同じような郊外の人口増の例は、特に東京20 - 30km圏内に位置する政令指定都市の横浜、川崎、さいたま、千葉などにも見られる。これら以外にも中核市や施行時特例市では、八王子、川口、越谷、川越、所沢、草加、柏、船橋があり、これらはいずれも世界最大級の郊外自治体と呼べるかもしれない。また、大阪25km圏内でも、政令指定都市の堺をはじめ、宝塚、西宮、尼崎、豊中、吹田、高槻、茨木、枚方、寝屋川、奈良、東大阪といった比較的大きな郊外都市を抱えている。

### 新しい郊外の傾向
ロードサイドの巨大モールばかりが発達し、中心市街地が衰退する傾向は戦後のアメリカで深刻化し、以後モータリゼーションの世界的な拡大に伴い他の諸国へ、1990年代以降は日本の地方都市にも波及している。
「ニューアーバニズム」や「スマート・グロース（Smart Growth、成長管理：スプロール現象を抑え、車に頼らない都市開発を目指す）」といった社会政治学的運動は、際限ない都市スプロールの脅威に対する回答として、北米や北欧で広く流行するようになった。都市計画家、建設業者、建築家らの間におけるこの運動が「望ましい郊外のあり方」として支持するものは、より濃密でより都市に似たコミュニティ（地域）と、ゾーニングの緩和による土地利用の混合や住商工混合の建物などである。こうした地域共同体は職住接近型なので、遠くに通勤する必要はなく交通渋滞の緩和につながり、住民の間により良好な共同体的つながりを育てることにもなるだろう。またこうした地域共同体はどこへ行くにも可能な限り自家用車の使用を抑え、依存を減らす方法の模索の結果である。海外におけるニュー・アーバニズムなどの運動は、こうした理念を体現したニュータウンの開発のほか、都心回帰に伴い既存の都心の老朽化した建物群に新しい住居や店舗を整備する地域リノベーションの両方に結実している。
イギリスでは政府が、2003年以来、南東イングランドの一部で、新しく許可された住宅地域に対し、一定以上の密度を課そうとしている。このような都市戦略をとることで、一人一人の市民の平均移動距離を減らすという目標に成功する地域がどれだけできるかは今のところ不明である。イギリスにおいて、新しいキャッチフレーズは団地建設よりも「持続可能なコミュニティの形成を」である。このアイデアが、今その成果が疑われている「アーバンビレッジ」の理念（1992年以降提唱され、都市内部に、意匠や配置を十分計画された複合用途の団地を建設し、歩いて生活できる田園のような生活を実現しようとした）に置き換わりつつあるが、どちらのアイデアも、新しい病院や学校、公共交通の建設に民間資本の関心や関与が強まることにより試練を受けている。こうした民間資本は、新しい住宅地域に十分な人口が集まらないと公共施設の建設やサービス開始をしようとしないからである。

## 歴史

### ヨーロッパでの郊外発展の歴史
ヨーロッパでは中世にはSuburbまたはSuburbiaに相当するsuburbiumという概念があった。中世ヨーロッパでは城壁に囲まれたウルブスには貴族や封建領主が居住していた。それが12世紀から13世紀になると城壁の外側に封建領主の支配に属さない商人らが居住するようになった。これらの商人はやがて政治的・経済的な力を増大させて封建領主に対抗するようになり自治都市の形成へとつながるが、これらの商人がもともと居住していた都市周辺の区域がsuburbiumと呼ばれた。中世ヨーロッパのsuburbiumは町はずれ（町の付属地）に形成されたものである。日本の近世の武家地の周辺にあった「町人地」のように「市中の域内にある」とみなされていたものとは異なる。
現代の郊外の系譜のもとになった地域は18世紀ごろに形成され、その典型例はイギリスにみられる。18世紀の近代化とともに商業活動の中心として都市が拡大したが、中心部の過密や建物の老朽化とともに富を得た商人階級は生活の拠点を広々とした郊外へ移すようになり郊外住宅地が形成された。

### アメリカでの郊外発展の歴史
汚染された都市からの脱出

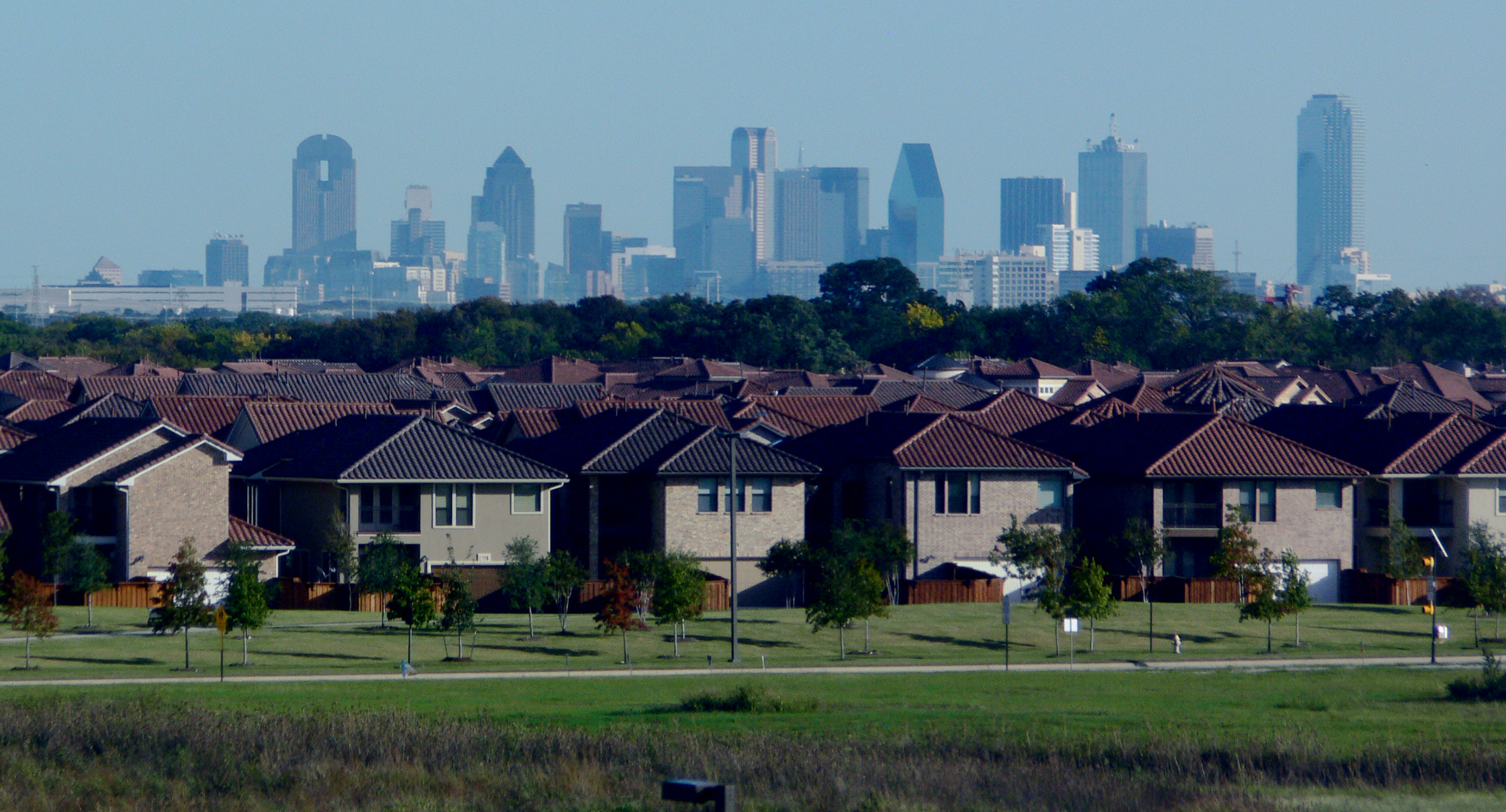
テキサス州ダラス郊外（遠くに見えるのがダラス市街地）

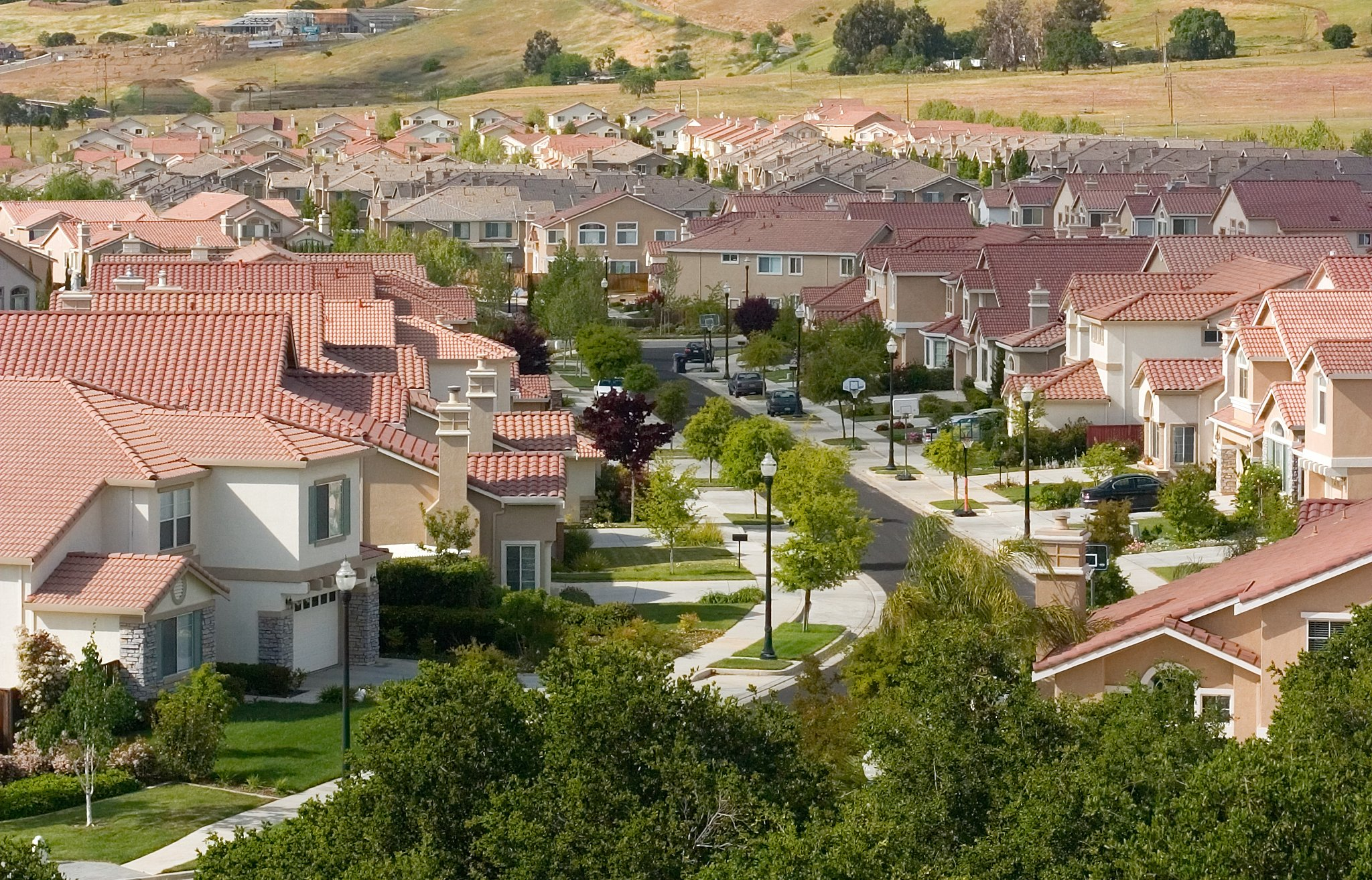
カリフォルニア州サンノゼ郊外の住宅

多くの社会学者は郊外を、都市の環境悪化に対応して作られた地域とみている。郊外は、通信と交通の発達により、都市の外に住みながら都市で働くことが可能になったことではじめて誕生した。
町や都市の周りにできていた、郊外など都市から区別された居住地域は、都市部に商品、サービス、雇用の機会を頼っていた。こういった広大な範囲は町や都市の後背地域（ヒンターランド）と呼ばれる。自動車などの普及前の時代は、後背地域の範囲は、家畜を世話できる距離や市場から明るいうちに帰れる距離と合致していた。移動するのに地理的障害となる山地などのない低地地方では、町と町の間に20～30kmの距離ができるのは普通であった。現在は高速道路など交通の発達により半径100kmを超えることがある。
19世紀前半、重工業の確立後は大気汚染が始まり、健康的な環境の郊外が町や都市の風上などに求められた。同じ郊外でも、大気汚染に悩まされる場所の地価は安くなり、それゆえ低所得層が住む様になった。
同じ19世紀前半、18世紀の哲学者イマヌエル・カントやジャン＝ジャック・ルソーの唱えた合理主義や人間の理性に対する批判、およびルソーの「自然に帰れ」というテーマが欧米の建築や都市計画にまで影響を及ぼしつつあった。建築デザインや装飾デザインに「自然の形状をより多くとりいれた」デザインが発生したのみならず、居住形態においても「自然の中で暮らす」田園的な郊外が発明され理想化された。この傾向は特にイギリスおよびアメリカ合衆国において顕著であった。アメリカの19世紀初頭の建築家、アンドリュー・ジャクソン・ダウニングは「自然と一体化したデザインの、労働からの逃避の場で家族の教会となる」住宅の案を提示し、後の郊外住宅に影響を与えている。もっとも多くの人々が自然の中で暮らそうとする結果、都市のスプロール的拡大と自然破壊がはじまりつつあった。
ゾーニング法と交通の発達
アメリカでは、郊外の成長は、ゾーニング（土地を細かい区域に分け、利用目的を規制する）法例によって、またより効果的でアクセスしやすい交通手段の発達によって促進された。
アメリカ北東部の古い街では、郊外は労働者を都心や工場に向けて運ぶ鉄道や路面電車に沿って発達した。こうした郊外の発達は、「ベッドタウン（bedroom community）」、つまり昼のビジネス活動はほとんど都市で行われ、労働人口は夜になると家に帰って寝るために都市から去るという意味の用語を広めた。
鉄道の利用の増加（後には自動車の利用の増加）は、ますます郊外に住んで都市で仕事をすることを簡単にした。英国では、鉄道が最初の都市からの住民大脱出を刺激し、ロンドン周辺に二軒長屋式の家屋（semi-detached house）が特徴的な「メトロランド」と呼ばれる郊外を形成した。自動車の所有が増えより広い道路ができると、都市から遠く離れた郊外に住み、通勤する傾向は北アメリカで加速的に広がった。これを都市からの脱出（urban exodus）と呼ぶ。
ゾーニング法例は、住宅の建設だけが許可される広大な地域（ゾーン）を設定することによって、住宅地を都心の外へ外へと位置させることに貢献した。これら郊外住宅は、都市部よりも広い区画の中に建てられた。たとえば、シカゴ市内での土地区画は、奥行き125ft（38m）、幅はテラスハウスなら14ft（4m）、独立家屋なら45ft（13.7m）に過ぎなかった。郊外なら、たとえばネイパービルの町のように独立家屋が決まりであり、115ft（35m）の奥行きに85ft（26m）の幅が確保できた。工場や商業施設は都市の別の場所に隔離され集められた。
都市と郊外の拡大、田園都市
通勤自動車によって多くの都市の都心で渋滞や大気汚染がひどくなったことによって、次第により多くの人々が郊外に移転した。人口の移動とともに、アメリカでは多くの会社がオフィスや工場などを都市の郊外に置くようになった。これは古くからの郊外における密度の増加につながり、結果、より都心から遠く人口のまばらな農村を開発によって郊外住宅地へと変えていった。
郊外の過密化のもう一つの解決法は、慎重に熟慮を重ねて計画されたニュータウンの建設と都市の周りの緑地帯（グリーンベルト）の保護だった。社会改良家たちはガーデン・シティー（公園都市）運動によって、両方のコンセプトのよい点を組み合わせることを意図した。
これに先立ち、早くも19世紀末、エベネザー・ハワードはロンドンの環境と貧困の悪化に対し、「都市と農村の結婚」を目指して規模制限・職住近接・豊かな公園や農場・都市を住民が維持運営するコミュニティやその財源として土地を住民が共有し賃貸する会社組織を持ったはるかに意欲的な理想都市「田園都市（ガーデン・シティー）」を提唱し、1903年にはこれらの理想を具現化した世界初の賃貸式ニュータウン・レッチワースをロンドン北郊に着工し、世界に影響を及ぼすに至った。しかし、現実にはこれに影響を受けた各国の都市計画は単なるベッドタウンにとどまり、通勤難や都市の維持などに課題を残している。
郊外化するアメリカ

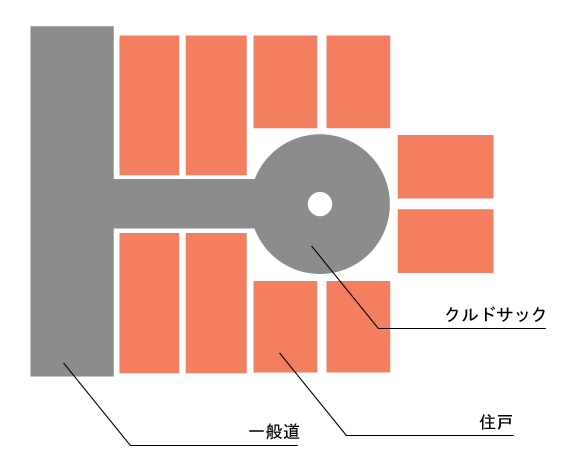
アメリカの郊外の典型的な街路クルドサックの図

北アメリカの郊外人口は、第二次世界大戦後に爆発的に増加した。落ち着いた暮らしを始めたい帰還兵たちは大量に郊外に移動し、彼らのための住宅地が大量供給された。1950年から1956年までの間に、合衆国全域の郊外の居住人口は46%増加し、郊外化が急速に進んだ。同じ時期、アフリカ系アメリカ人たちはよりよい雇用と教育の機会を求めて、隔離された生活を強制される南部から北部に移動した。彼らの北部の都市への大量流入はホワイト・フライト（白人の郊外移住）を刺激した。
アメリカでは多くの人々が、郊外というものを、初期に計画された有名な郊外住宅都市であるニューヨーク州レビットタウン（Levittown）やカリフォルニア州ローナート・パーク（Rohnert Park）と同一視する。たとえばローナート・パークは、サンフランシスコの郊外（サンフランシスコ・ベイエリア）にあり、1950年代後半の計画当時は「中産階級のカントリー・クラブ」としてマーケティングされ、以後全米の郊外住宅開発の雛形となった。これらは「トラクト・ハウジング」と呼ばれ、柵で囲まれていない区画に、大量生産した家屋を工場からトラクターで運び込み地面に固定したもので、道路に沿った芝生の中に画一的な住宅がどこまでも並ぶというものである（このページの上方の航空写真はその一例である）。1970年は、アメリカの総人口のうち郊外に居住する人口が最も多くなった転換点の年だった。
超高層ビルの建設や都心部の不動産価格の急上昇は、残った住民を郊外へ追い出しドーナツ化現象を促進し、都心部はビジネスのためだけの場所と化してしまった。そして、通勤時間の長時間化、夜にビジネスが終わったあとの空洞化した都心部の閑散さ・孤独感・不安感を、望ましくないことだと感じる論調が1980年ごろまでに増え始めた。しかし一方で、都心から遠く離れた郊外の高速道路のインターチェンジ付近など、数十年前には都市などなかった場所に新たな業務中心地が誕生してオフィスや商業施設が集積していることが確認されている。これはエッジシティ（周縁都市）と呼ばれる。

## 日本での郊外発展の歴史

### 鉄道沿いの郊外住宅
日本での郊外化の始まりは、路面電車や私営鉄道などが郊外観光地や都市間を結びはじめた1900年代の沿線開発に始まり、以来、高速道路よりも通勤鉄道に沿った郊外が形成されてきた。
阪急電鉄の前身会社の沿線開発以来、戦後から現代に至る日本のニュータウン建設に至るまで、しばしばレッチワースが引用されたが、「職住近接の、住民によるコミュニティとしての」というエベネザー・ハワードのコンセプトが実現されることはめったになく、多くの場合は単なる開発しやすい場所での住宅開発・ベッドタウン造成にとどまった。
1910年開通した箕面有馬電鉄（現阪急電鉄）は脆弱な沿線に人口を増やすべく沿線開発に力を入れた。北摂地域に位置する大阪府池田市の阪急宝塚本線池田駅南西側の室町住宅地は、私鉄による初の住宅地経営となった。100坪の区画に庭付き独立住宅、住民コミュニティの確立など、明らかに田園都市レッチワースの影響を受けており、社長の小林一三は、当時重工業化で大気汚染に苦しんでいた大阪市民に対し「美しき水の都は夢と消えて、空暗き煙の都に住む不幸なる我が大阪市民諸君よ！」と田園生活を呼びかけ、住宅地は完売する程の反響を呼んだ。
1920年代以降、各鉄道会社の大都市近郊の沿線開発が活発化する。例えば、当時大阪・神戸間を走っていた阪神電鉄と阪急電鉄は、争うように沿線の駅周辺の開発を進め、多くの良質な郊外住宅地や邸宅街が阪神間に供給され、中産階級や富裕層が都市を脱出し始めた。
東京では、1918年に渋沢栄一がその名も田園都市株式会社を設立し、東京市南部の品川区などに、洗足田園都市を始めとする郊外住宅地を供給し、そのために目黒蒲田電鉄（後の東急電鉄）を開通させた。関東関西その他の都市近郊の鉄道会社各社も、追随するように戦前から戦後にかけて多くの住宅地を供給したが、一般庶民も含めた本格的な郊外化は第二次世界大戦後になる。

### 戦後の都市の爆発的拡大

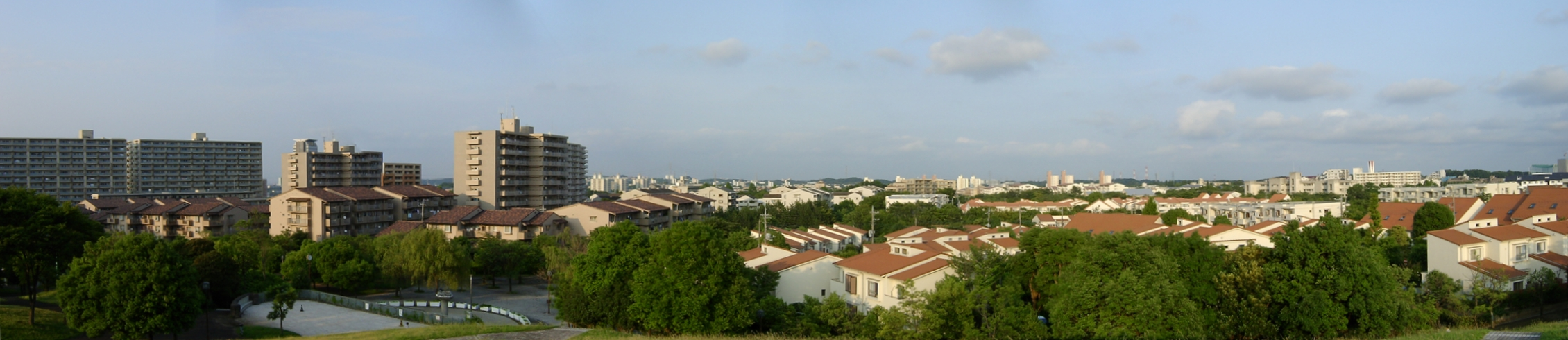
多摩ニュータウンの遠望

第二次世界大戦後、空襲を受けた都市の住民や海外からの引揚者が従来の市街の外側に家を建てて住んだ。高度経済成長期には人口は大都市に集中し、従来の都市範囲には収容不可能になり、一方で大気汚染や交通渋滞が深刻になっている。このため、地方からの移住者や大都市から脱出した住民は、鉄道で都心に通勤できる郊外に住むようになった。大都市は鉄道沿いに無秩序に拡大を始め、狭くて低質な住宅が沿線に広がった。
東京や大阪では戦後まもなく、郊外拡大を見越して都市圏を取り巻くグリーンベルトを構想していたが、地権者たちの反対などで葬り去られてしまった。ただし、無秩序な開発を食い止めるため、国や自治体により1960年代の千里ニュータウンや1970年代の多摩ニュータウンなど大規模ニュータウンが郊外の緑の多い丘陵地帯に造成され、緑地の整備されたよく計画された街区を形成したが、実態は都心に通勤するためのベッドタウンであり、ニュータウンが自立するための企業誘致や、住民コミュニティ作りは最小限にとどまった。
テレビで放送される緑豊かな郊外の自家用車付きの一戸建てを舞台にしたアメリカ製ドラマは日本人に大きな影響を与えた。終戦後に生まれ育った団塊の世代が大都市に就職し家庭を持つに伴い、アメリカをモデルにした核家族像が生まれ、そうした家族をターゲットにした団地や一戸建てなど郊外住宅地が大量に開発され、多くの人々が一戸建てを求め都心から離れた住宅地を購入した。

### ドーナツ化現象と郊外化

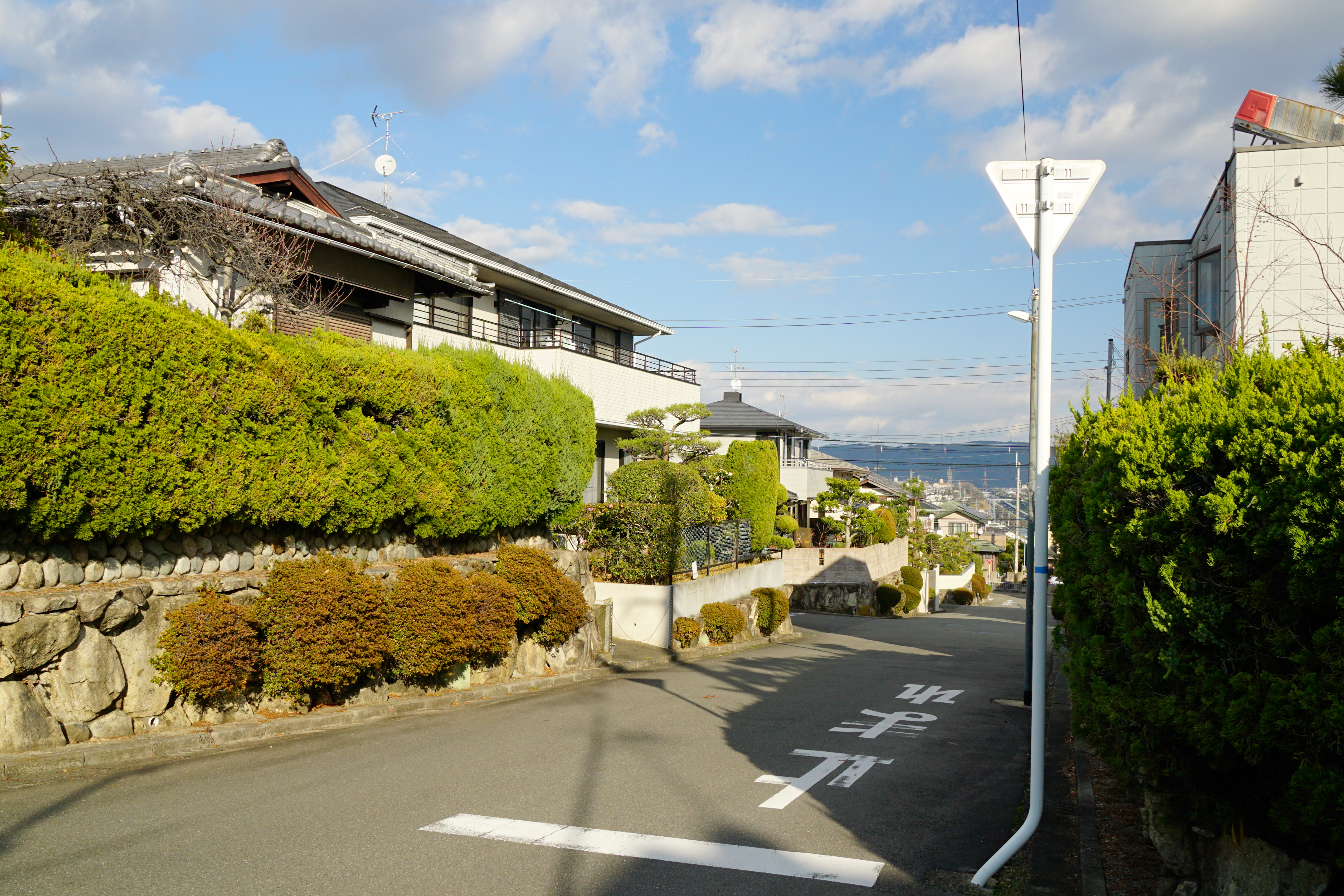
高槻市南平台大阪都市圏の郊外住宅地

こうして、自営業者、工場労働者などを残し、大都市からは多くの住民が鉄道沿線の郊外へと脱出した。全国の都市で、都心部や隣接する住宅地は1970年代から1980年代に地価高騰や地上げなどにより急激にビジネス街に変わり、古くからの住民の少なからぬ部分は郊外へ移転しドーナツ化現象が発生した。特に、中心都市である大阪市域に郊外住宅地を含まない大阪都市圏では、デトロイトやフィラデルフィアなどアメリカの大都市圏の多くと同じように、都心はビジネス街になり、大阪市域内の住宅地からは富裕層・アッパーミドルの多くが郊外へ去り、後に重工業が低迷した際に中心都市の貧困化が深刻になる伏線となった。また、三大都市圏においては国鉄→JR各社のフレックス導入により新幹線を利用した通勤が容易になったほか、並行する在来線近郊電車の運転本数や車両の充実化などにより、都心から100km圏の鉄道沿線も通勤圏に取り込むこととなった。
1980年代後半から1990年代以降、地方の都市でも、内需拡大のためやバブル崩壊後の公共投資促進のための道路整備の進展や、自治体庁舎、企業、工場などの広い郊外への移転によって、住民も老朽化した都市を脱出し郊外の分譲地に移転した。

交通の中心は完全に自動車に変わり、行政や企業活動・商業地・繁華街もバイパス沿いに展開し、駐車場や広い道路のない旧来の中心市街地は人口的にも商工業活動の上でも劣勢になり、空洞化した。
上記のように郊外化の進展した当時、仙台、水戸、宇都宮、千葉、福岡などのバスを中心とした公共交通網を持つ都市やその周辺においては、多くの路線系統が集中する始終点あるいは主要経由地であるバスターミナルやバス営業所を郊外に新設あるいは移転し、そこを中心に住宅地分譲などが行われるケースも見られ、現在においても郊外に新しいニュータウンが造成された場合、ニュータウン行きの新路線を設定したり、近辺を通る既存のバス路線をニュータウン経由にするといったケースがよく見られる。

### 都心回帰と郊外

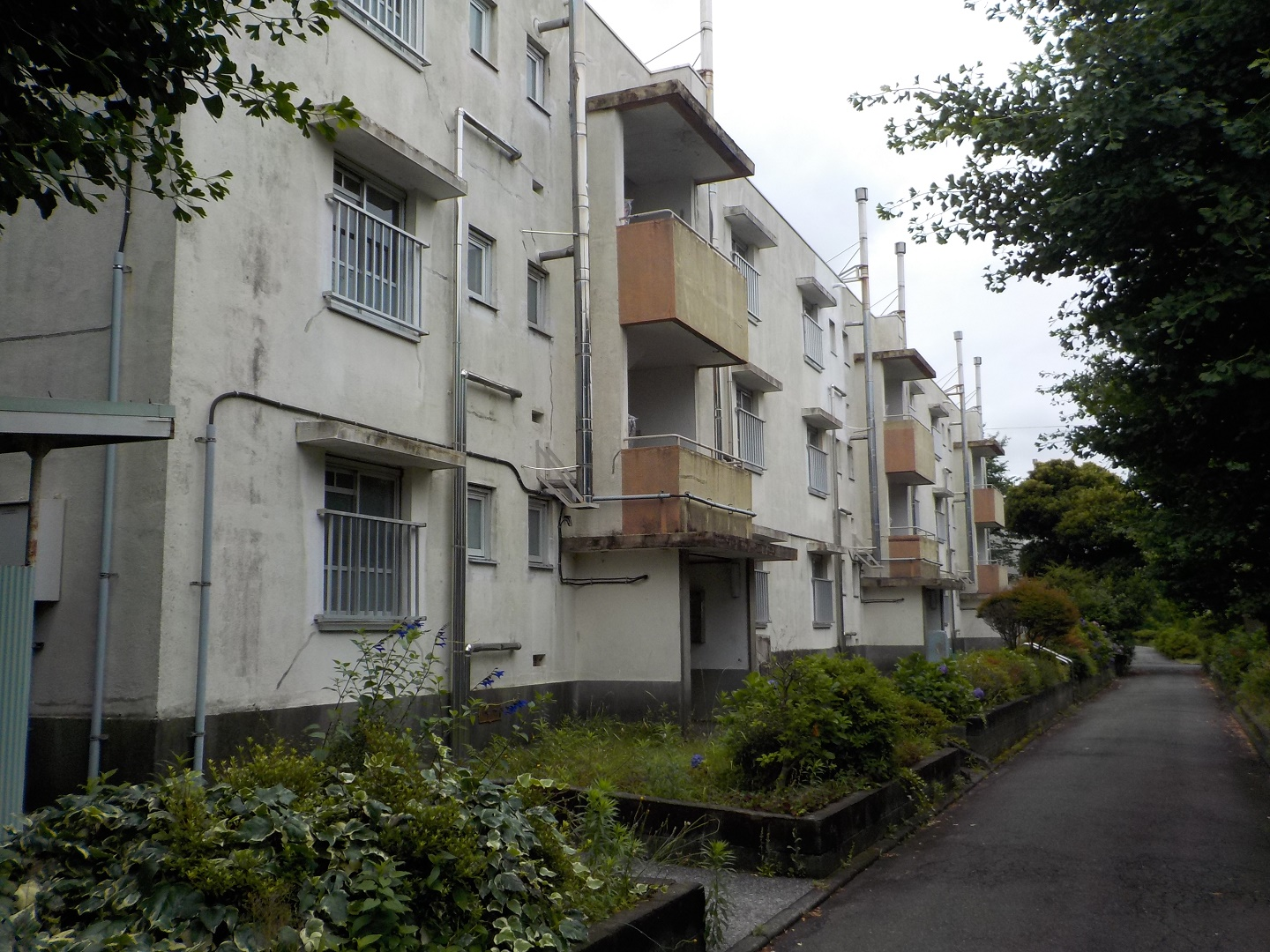
公営住宅（神奈川県）

1990年代以降、世界的な産業構造の変化によってジェントリフィケーションが進み、利便性の低い郊外からの富裕層や若者世帯の都心回帰が顕著となっている。日本では、高度成長期以後に造られた郊外団地は中産階級の居住する均質な空間としてイメージされてきたが、都心回帰現象が進むに連れ、高齢者世帯の孤独死や団地の空洞化など、郊外の負の側面が社会問題として報道されるようになり、その神話は過去のものとなっていった。日本でも耐震性のある超高層タワーマンションの建築技術が確立し、バブル崩壊で都心地価が下落、大都市圏では満員電車の解消しない郊外から都心への回帰が起きた。
空室の目立つようになった公営住宅の対策として1996年と2005年に公営住宅法が改正され、標準世帯の入居条件を厳しくする一方で、外国人・単身高齢者・DVからの避難者・障害者世帯など社会的弱者の入居条件が緩和された。また、賃貸料の低下から、民間運営の団地を非正規労働者の社宅として利用するケースも多く見られるようになる。その結果、一部の郊外では以前よりも居住者がさらに流動的となり、コミュニティの弱体化が懸念されている。

## ポップカルチャーの中の郊外
郊外が上流階級や下流階級までに至るアメリカ人の生活の主な舞台になると、ハリウッドやその他インディーズも含めたアメリカの映画は、都心部や農村だけでなく、郊外に住む家族などを題材に作られるようになった。単に郊外が舞台の作品は無数であり、郊外に対する考察を含む、または郊外そのものがテーマの映画作品やテレビドラマも多い。アメリカの映画やドラマは第二次大戦後、アメリカ内部のみならず全世界に対して理想的なアメリカ郊外生活のあり様を発信してきたが、今日では郊外生活の問題を発信する方向に変わりつつある。
たとえばシットコムなどは、大都市に住むユダヤ人たちや若いクリエイターやエリートを描く以外、残りはほとんど郊外が舞台である。アニメーションでは、『ザ・シンプソンズ』も舞台は典型的な郊外である。また『デスパレートな妻たち』のように、話題となるドラマの多くも郊外生活者の空虚や焦燥を描いている。
またロックなどのポップミュージックにも、古くはモンキーズの"Pleasant Valley Sunday"、デビッド・ボウイの"Buddha of Suburbia"、近年ではペット・ショップ・ボーイズの"Suburbia"、グリーン・デイの"Jesus of Suburbia"など、郊外を扱った曲は枚挙に暇がない。
また、文学や美術などでも郊外は重要なテーマである。ファヴェーラやゴミ捨て場のスラムなど貧困な郊外から、先進国の中産階級用の郊外住宅の均一な風景、その画一的な生活など題材は無数である。アメリカではレイモンド・カーヴァーの郊外生活者を淡々とつづった小説作品、あるいはグレゴリー・クリュードソンの郊外風景に異物や奇怪な出来事を紛れ込ませた写真作品、日本ではホンマタカシの東京郊外のすでに年数の経過したニュータウンを撮影した写真シリーズなどが一例である。
サバービア
アメリカでは「サバービア（suburbia）」という用語が頻繁に使われる。これは、郊外生活のコンセプトを、「画一的な住宅での画一的な核家族の暮らしの中に、自然な人間の欲望・真のコミュニティーを求める心・公共の福祉への関心といった、穏やかな社会を破壊しかねない力をひた隠している、奇怪だけど傍から見ると笑える一場面」という形で縮約する用語である。
1950年代から1970年代における、アメリカの住宅市場の事実上の分離によって誕生した、ほかの人種（特に黒人）は住むことができない「白人地域」を指して「サバービア」と呼ぶこともある。
1960年代から1970年代にかけて、全米にレビットタウンのクローンのような郊外住宅が立ち上がった時代に生まれ育った多くのアメリカ人は、郊外で暮らすティーンエイジャーの頃に、アメリカの郊外の本質的に清潔で退屈な性質を思い知るようになった。
「サバービア」という概念はこうした事や、その他（時として愛らしく思える）アメリカ郊外生活の奇習（たとえば、独立記念日の裏庭でのバーベキューパーティー）を含むものである。
大衆文化は1980年代から1990年代初めにかけて、この概念を取り上げるようになった。英国では、さまざまなテレビドラマ（たとえば『The Fall and Rise of Reginald Perrin』）などが、サバービアをよく手入れされているが無情で退屈であり、住民もそうした状況に自分の振る舞いを適応させようとしたり、統制された味気ない雰囲気をかき回そうとしたりするように描いている。アメリカではデヴィッド・リンチが同様の、しかしより暴力的なテーマを扱っている。
サバービアをテーマにしている映画群
「サバービア・ムービー」なる映画ジャンル名が使用されたこともあったがあまり定着はしなかった。『アメリカン・ビューティー』『マグノリア』『アイス・ストーム』などが製作された20世紀末頃に使われた。
- 泳ぐひと 1968

- 普通の人々 1980
- ヘザース/ベロニカの熱い日 1988

- シザーハンズ 1990
- アップルゲイツ 1991
- ショート・カッツ 1993
- アイス・ストーム 1997
- ハピネス 1998
- カラー・オブ・ハート 1998
- アメリカン・ビューティー 1999
- マグノリア 1999

- エデンより彼方に 2002
- リトル・チルドレン 2004
- レボリューショナリー・ロード/燃え尽きるまで 2008

## 都市と郊外の境界の一部スラム化

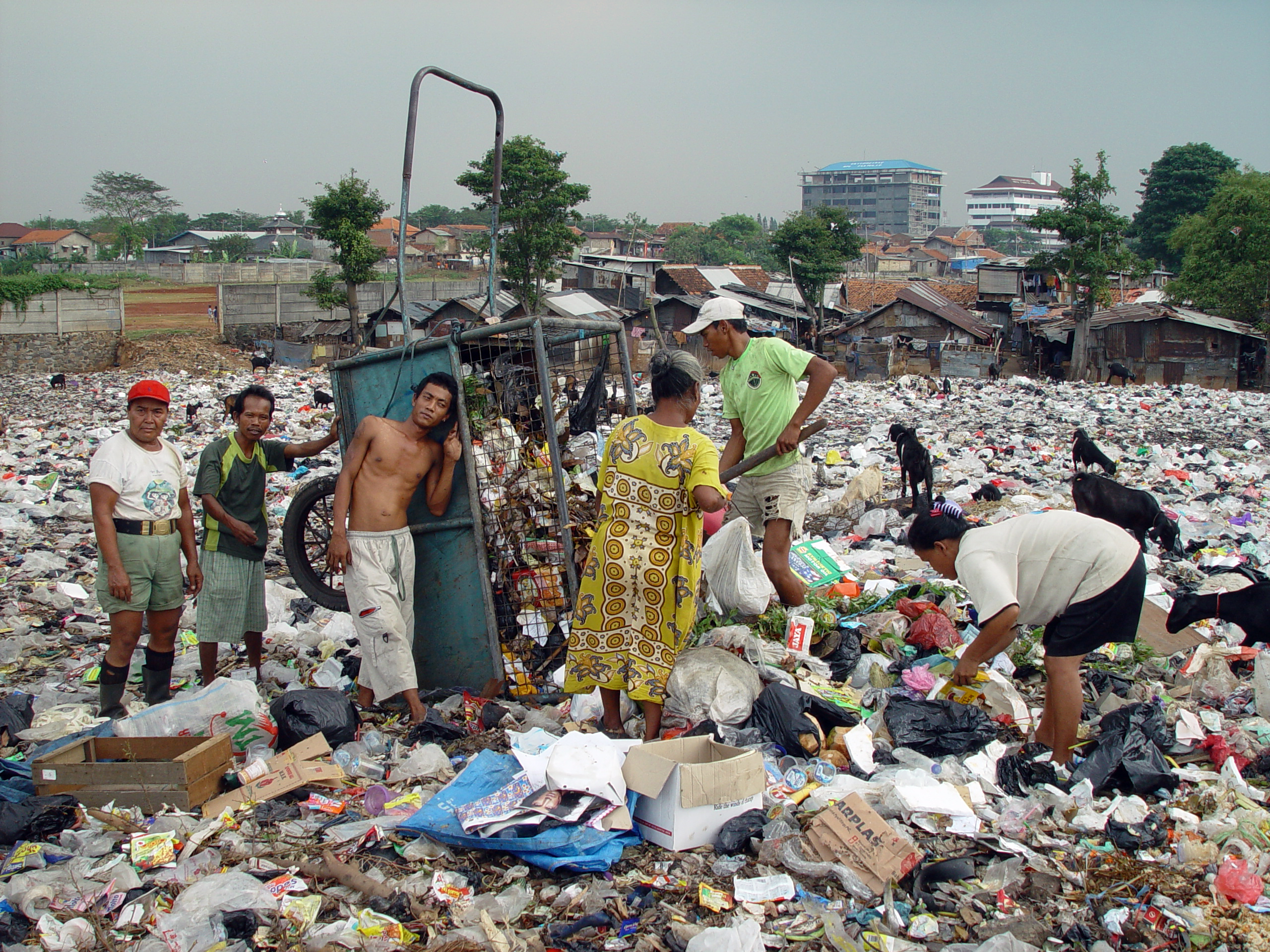
ジャカルタのゴミ捨て場のスラム

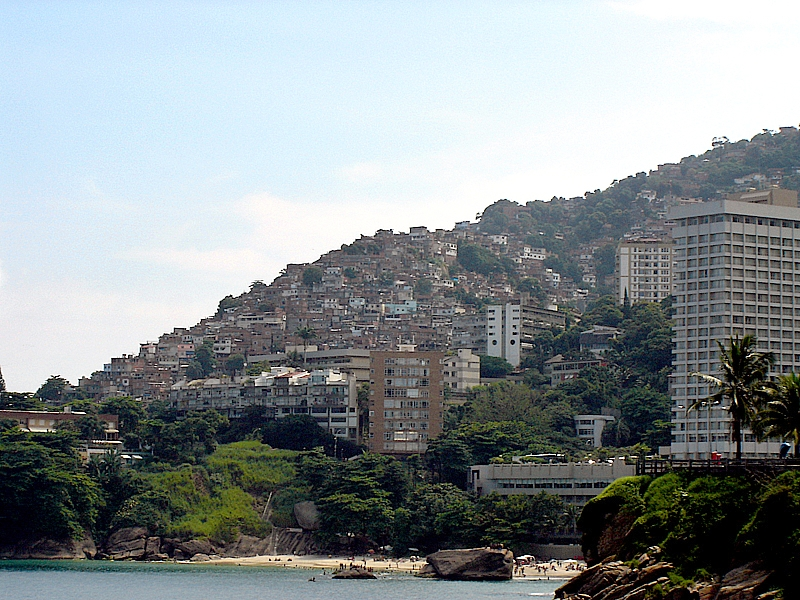
ファヴェーラはリオデジャネイロのスラム

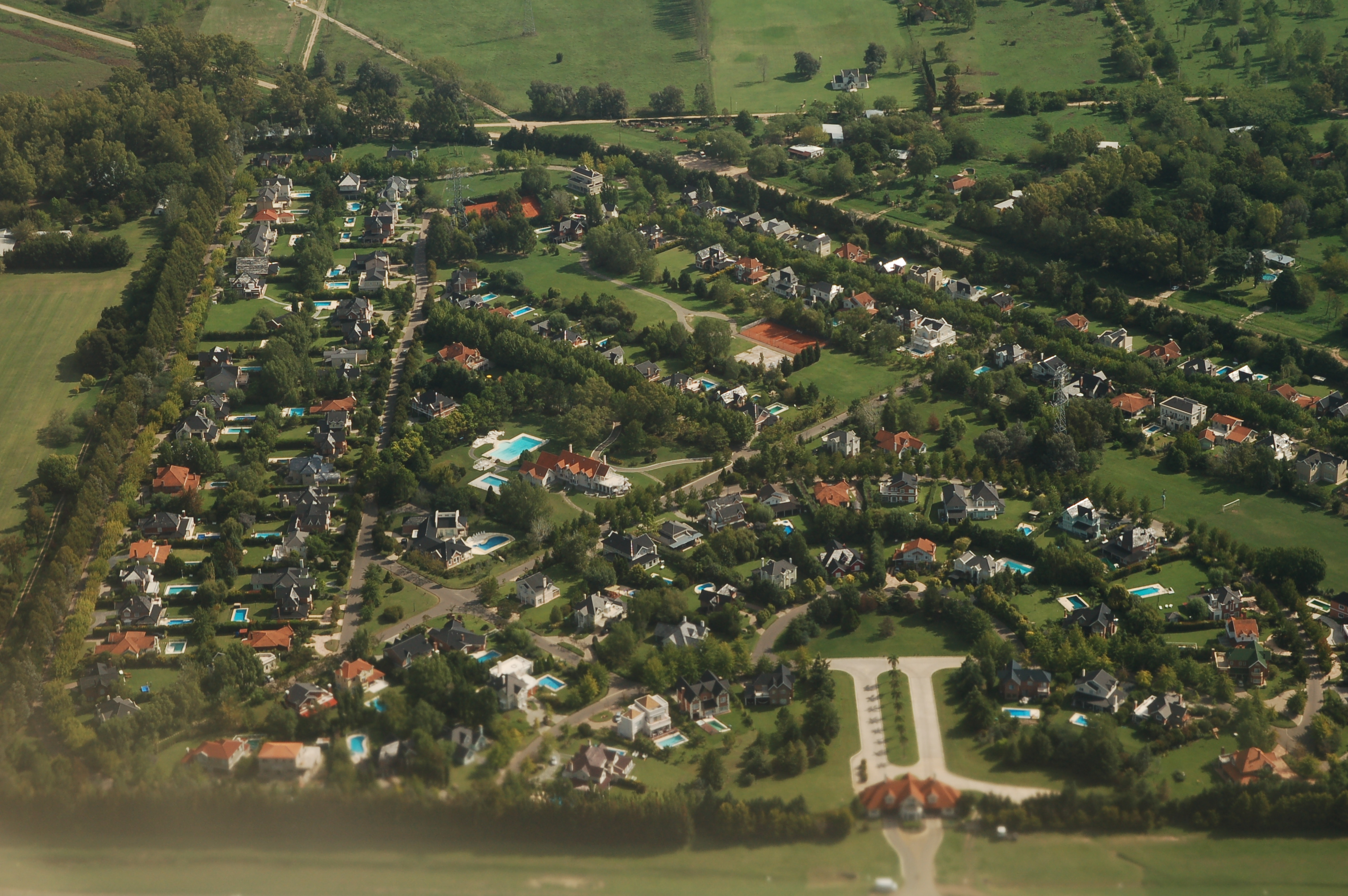
アルゼンチン・ブエノスアイレス近郊のゲーテッドコミュニティ

世界のほとんどの郊外は健全に発展しているが、一部スラム化することもある。都市と郊外のちょうど境界あたりにスラムが発生することがある。境界に起きることなので、郊外で発生していると言うよりむしろ「都市の端（内側）にスラムが発生している」と言う方がよいかもしれない。
都市と郊外の境界域に、たとえば不法建築物を勝手に構築して違法に住む人々が現れることがある。なんらかの理由で、都市内でも郊外でもまともな仕事を得られず、都市内と郊外に適法な住居を得られなかったような人々である。彼らは都市にも健全な人々が健全に生活している郊外にも属することができず、両者の谷間に落ちたような状況に置かれ、両者の住民たちから疎外されるようになる。たとえばアジアやアフリカの大都市の端の領域には、住民は都市が生み出した廃棄物の山の隣に、廃棄物を再利用したものを建材として使って乱雑に作られたあばら屋に住んでいるような例もあり「不法居住地（Shanty town、Bidonville）」と呼ばれている。また、ウランバートルやその他アフリカの大都市などでは、地方から来た遊牧民たちが先住者のいない、都市と郊外の境界域（空白域）に、大量にテントを張ってキャンプ生活を送っており、さらにテント群以上のもの、つまり構造物を作り家並みを形成している状態になると、貧民街と呼ばれている。リオ・デ・ジャネイロなど、ブラジル諸都市の「都市の端」に都市にも郊外にも属せない貧しい人々が住む場所が形成されることがあり、ブラジルではこれをファヴェーラと呼ぶ。
人種差別が公然と行われてしまうような劣悪な国だと、さらに深刻・複雑なことも起きることがある。アパルトヘイトの時代の南アフリカ共和国では、白人により黒人など有色人種は都市に住むことが規制されてしまい、たとえばヨハネスブルグ郊外のソウェト（SOWETO, South West Township）のような地域に数十万人が、強制移住させられてスラム化した。アパルトヘイト後になると、ようやく人権が尊重されるようになり、黒人が自由に住めることとなって郊外や地方から出て都心に住み始める黒人も現れたが、ホワイト・フライトによって白人は郊外に移動し、結局両者の融合は困難だった。
ヨーロッパの大都市では北米と違い、かつての城壁の内側に当たる中心市街地は町並みが保たれ、グレードの高い住宅地となる一方、貧しい人々は城門の外側や城壁外の新市街などに集まるケースが多い。ローマの実例では、1920年代から1930年代にかけての間、各地方から貧しい人々が大規模にローマに押し寄せ、さらなる集中も予想されたため、こうした地方からの下層階級のための目的地として故意に「エクス・ノーヴォ（ex novo）」と呼ばれる郊外が形成された。旧市街を循環するように、四方八方に下層階級住宅が供給された開発パターンを、多くの批評家たちは、社会的秩序の問題の迅速な解決策でもあると見ていた。エクス・ノーヴォは、歓迎されざる最下流階級（犯罪者と同様、隔離すれば彼らをよりよく管理することができた）を、上品な「正式の」都市から遠ざけるからである。一方、都市の大規模な拡大は、すぐにエクス・ノーヴォと都心からの距離を無効化してしまった。こうした郊外はローマ市の主な領域に飲み込まれてしまい、また新しい郊外がその一層遠くに作られた。
フランスでは、第二次世界大戦からの復興や旧植民地の独立に伴い、多くの移民を受け入れた。アメリカやイギリスでは、移民は住民が郊外へ脱出した後の都心住宅地（インナーシティ）を埋めたが、フランスは彼らのための団地を都心から離れた郊外（フランス語でバンリュー）に建設した。しかし宗教や肌の色の違う移民は、世代を重ねてもフランス社会に溶け込めず失業率が高く、移民2世の青少年らの失業や犯罪は社会問題と化した。こうして郊外の団地は隔離されたコンクリートの貧民スラムとなり、1990年代以降バンリュー問題はフランスを悩ませている。2005年10月にフランス政府に対する不満から、20を超えるパリ近郊都市で移民の暴動が発生した（2005年パリ郊外暴動事件）。
アメリカ合衆国においては前述の通り、比較的裕福な層が郊外に流出する傾向があるが、特に北東部や中西部の大都市圏における古くからの郊外都市の中には、さらなる郊外への人口流出、逆に都市圏の中心都市における都心回帰やジェントリフィケーションの波への乗り遅れ、あるいは都市圏そのものの地位低下といった要因によって、既に中心都市と同様、もしくはそれ以上にスラム化が進んでいる都市もある。その最も顕著な例がセントルイスとミシシッピ川を挟んだ対岸に位置するイーストセントルイスである。同市は1950年代まではセントルイスを支える重要な郊外都市であったが、それ以降はセントルイス都市圏のさらなる範囲拡大とセントルイス自体の地位低下があいまってスラム化が著しく進み、全米最悪級のスラムと化した。他にはシカゴ郊外のゲーリーや、フィラデルフィア郊外のカムデン等がこのような例として挙げられる。

### 郊外をテーマとした写真集
- 『都市の幸福』荒木経惟、マガジンハウス、ISBN 4838704135

多摩ニュータウンを始めとする東京近郊の24のニュータウンにて撮影）
- 『LAND SCAPE』小林のりお
- 『東京郊外　TOKYO SUBURBIA』ホンマタカシ、光琳社出版、ISBN 4771303444
- 『遠い夏』大西みつぐ、ワイズ出版、ISBN 4898301258

### 郊外をテーマとしたマンガ・映画
- 『ありがとう』山本直樹
- 『砂の上のロビンソン』上野瞭原作

### 郊外をテーマとした詩
- 『郊外』萩原朔太郎
- 智恵子抄内の『郊外の人に』高村光太郎